# XVIII Comunità dei Monti Lepini
La XVIII Comunità dei Monti Lepini è una delle ventidue comunità montane del Lazio. Consta di soli 5 comuni.